# Ariel Sharon
Ariel Sharon, detto Arik (nato Ariel Scheinermann; in ebraico אריאל שרון‎? ; Kfar Malal, 26 febbraio 1928 – Ramat Gan, 11 gennaio 2014), è stato un politico e generale israeliano.

## Biografia

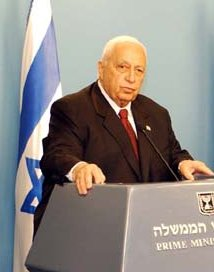
Ariel Sharon

Entrato in giovane età nelle formazioni paramilitari dopo la fondazione dello stato di Israele entrò a far parte dell'esercito israeliano, partecipando con distinzione a tutte le guerre arabo-israeliane. Energico e abile, venne successivamente promosso fino al grado di generale, e svolse un ruolo di grande rilievo, al comando di unità corazzate, soprattutto nel corso della guerra dei sei giorni e della guerra del Kippur.
Dopo la lunga e brillante carriera nell'esercito, è stato l'undicesimo primo ministro di Israele: ha ricoperto tale incarico dal marzo 2001 all'aprile 2006, quando è stato ufficialmente sostituito a causa del persistente stato di coma, e successivamente stato vegetativo, in cui è entrato nel gennaio dello stesso anno a seguito di una grave emorragia cerebrale.
Durante la sua lunga carriera, Sharon è stato una figura controversa secondo molte opinioni, sia all'interno sia all'esterno di Israele. Secondo la Commissione Kahan, istituita dal governo israeliano per investigare sulle responsabilità connesse al massacro di Sabra e Shatila, Sharon porta alcune responsabilità indirette, dovute a un comportamento giudicato negligente anche se non complice per l'entrata delle milizie falangiste libanesi nei campi palestinesi. Sharon si dimise da ministro della difesa, ma rimase nel governo come ministro senza portafoglio.
Durante la sua carriera di primo ministro, le politiche di Sharon causarono una frattura con il partito Likud, portando Sharon a lasciare il Likud per formare il nuovo partito Kadima. Sharon divenne così il primo primo ministro di Israele a non appartenere né al Partito Laburista Israeliano né al Likud, i due partiti tradizionalmente dominanti la scena politica israeliana. Il nuovo partito creato da Sharon, sotto la guida di Ehud Olmert a seguito della malattia di Sharon durante la campagna elettorale, vinse la maggioranza dei seggi della Knesset nelle elezioni del 2006 e del 2009.

### Origini
Sharon nacque il 26 febbraio 1928 nella cooperativa agricola di Kfar Malal, nel mandato britannico della Palestina (oggi Israele), da una famiglia di ebrei lituani immigrati: Shmuel Sheinerman, di Brest-Litovsk (oggi Brėst, in Bielorussia) e Dvora (già Vera), di Mogilëv, sempre in Bielorussia. Al momento del matrimonio, il padre era uno studente di agronomia all'Università di Tbilisi, in Georgia, mentre la madre era al quarto anno di medicina.
La coppia emigrò nel mandato britannico della Palestina per sfuggire le conseguenze della Rivoluzione russa. La famiglia Scheinerman arrivò durante la Seconda Aliyah e si stabilì in una comunità socialista secolare dove, nonostante fossero sostenitori del Mapai, vennero conosciuti per le loro posizioni contrarie al prevalente consenso della comunità:
L'ostracismo finale degli Scheinerman... fece seguito al delitto Arlozorov, quando Dvora e Schmuel rifiutarono di approvare le calunnie anti-revisioniste del movimento laburista e parteciparono ai raduni pubblici d'insulto in stile bolscevico allora all'ordine del giorno. La ricompensa venne in fretta. Vennero espulsi dalla clinica locale e dalla sinagoga del villaggio. Il camion della cooperativa non avrebbe fatto consegne alla loro fattoria né raccolto i loro prodotti...
Quattro anni dopo il loro arrivo a Kfar Mala, gli Scheinerman ebbero una figlia, Yehudit (Dita), e due anni dopo un figlio, Ariel. Gli Scheinerman mutarono il proprio cognome in Sharon, parola ebraica dal significato letterale di "foresta", già denominazione della pianura costiera dove si trova Kfar Mala. Il padre di Sharon parlava yiddish e la madre russo; Ariel imparò a parlare russo a partire dalla giovane età.
All'età di 10 anni Sharon entrò nel movimento giovanile sionista Hassadeh (“il Campo”). Nel 1942, a 14 anni, Sharon si unì al Gadna, un battaglione giovanile paramilitare, e in seguito all'Haganah, la forza paramilitare ebraica sotterranea, precursore delle forze di difesa israeliane. Sulla sua fede religiosa e il suo rapporto personale con l'ebraismo, dichiarò, rispondendo ad una domanda di Oriana Fallaci:
(citato in Oriana Fallaci, Intervista con il Potere)

### Carriera militare
Membro dell'esercito clandestino ebraico Haganah a 15 anni, combatté come capo plotone nella guerra del 1948-49, quando rimase gravemente ferito. Divenne capitano a 21 anni e ufficiale dei servizi segreti a 23. Dopo una breve esperienza all'università, ritornò nell'esercito. Negli anni cinquanta comandò come maggiore l'Unità 101, una forza speciale dell'esercito creata apposta per reagire con rappresaglie agli attacchi terroristici sul suolo israeliano. Il 14 ottobre 1953, nell'occasione nota come la strage di Qibya, fece saltare quarantacinque abitazioni uccidendo sessantanove arabi costretti al loro interno. L'ONU in data 24 novembre 1953 adotterà espressamente in risposta la risoluzione 101 dove viene espressa la "più forte condanna" delle violenze commesse.
L'unità venne poi sciolta e Sharon ha fatto da capro espiatorio e, in effetti, in pochi mesi la 101 è ricostruita come Brigata Paracadutisti 202. Generale all'età di 28 anni, combatté alla testa dell'esercito la guerra del 1956 ma, in un'azione durante la battaglia di Mitla, morirono quaranta suoi soldati. Questa volta la responsabilità era sua, e Sharon fu costretto a restare fuori dall'esercito per sei anni. Approfittò comunque di tale situazione per tornare all'Università e laurearsi in legge.
Di nuovo nei ranghi militari, nel 1962 venne nominato comandante della Scuola di fanteria e responsabile dell'addestramento. Durante la guerra dei sei giorni (1967) è comandante di una divisione corazzata e si distingue nella rapidissima occupazione della penisola del Sinai. Nel 1969 venne nominato comandante del Comando Sud. La sua carriera era destinata ad arrivare ai vertici delle forze armate, ma nel 1972 il ministro della difesa Moshe Dayan, che lo aveva in antipatia, bloccò la sua nomina a capo di stato maggiore. Lasciò nuovamente l'esercito, in polemica con la decisione del ministro, e decise di entrare in politica nel Likud, in opposizione al laburista Dayan.
Ma nel 1973 scoppiò di nuovo la guerra (guerra del Kippur) e Sharon venne richiamato in servizio al comando di una divisione corazzata della riserva. Il generale David Elazar, che Dayan gli aveva preferito come capo di stato maggiore, si era fatto cogliere di sorpresa dagli eserciti di Egitto e Siria, e inizialmente la situazione di Israele apparve critica. Sharon dimostrò grande energia e spirito offensivo durante i duri combattimenti nel Sinai ma egli entrò sistematicamente in contrasto con gli altri generali israeliani, in particolare con i suoi superiori, il generale Shmuel Gonen, il generale Haim Bar-Lev, il generale Elazar, e con il suo parigrado generale Avraham Adan, che lo accusarono ripetutamente di disobbedienza e ne richiesero inutilmente a Dayan la destituzione.
Nonostante le polemiche, Sharon diede un contributo decisivo ai successi finali di Israele sul fronte meridionale. Le sue unità corazzate infatti effettuarono l'audace attraversamento del canale di Suez e costituirono una testa di ponte sulla riva occidentale da cui partirono altre unità israeliane che aggirarono a sud la terza armata egiziana. Sharon raggiunse la periferia di Ismailia, ma la guerra terminò prima che gli israeliani potessero completare la loro manovra strategica. Deluso e irritato per l'esito del conflitto, Sharon lasciò la divisa definitivamente, protestando contro il governo che aveva preferito il negoziato alla vittoria sul campo.

### Carriera politica
Sharon nel 1973 è già deputato del Likud, ma dopo un anno dà le dimissioni e, fra il 1975 e il 1977 è consigliere per la sicurezza del premier, il laburista, ma amico, Yitzhak Rabin. Quando il Likud ha vinto per la prima volta le elezioni, Sharon è diventato Ministro dell'Agricoltura, svolgendo un ruolo di primo piano nel programma di costruzione di insediamenti ebraici a Gaza e in Cisgiordania. Nel 1982, come Ministro della difesa, decise l'invasione del Libano.
È stata accertata nei confronti del ministro della difesa Ariel Sharon una responsabilità personale "per aver ignorato il pericolo di spargimento di sangue e di vendetta" e non "prendere misure appropriate per evitare spargimento di sangue". La negligenza di Sharon nel proteggere la popolazione civile di Beirut, che si trovava sotto il controllo israeliano, riguardava il mancato adempimento di un dovere al quale doveva tenersi conforme il ministro della difesa. La commissione, presieduta dal magistrato della Corte Suprema Yitzhak Kahan ha ordinato, all'inizio del 1983, la rimozione di Sharon dalla carica di ministro della difesa e ha dichiarato:
Durante l'attacco furono uccisi, dalle milizie cristiane libanesi, centinaia di palestinesi nei campi profughi libanesi. Troppo nota è il massacro di Sabra e Shatila. Maroun Robert Hatem, guardia del corpo di Elie Hobeika, ha dichiarato nel suo libro Da Israele a Damasco che Hobeika ordinò la strage di civili a dispetto delle istruzioni di Israele. L'inchiesta della Commissione Kahan, istituita dal governo israeliano, ha riconosciuto le forze di difesa israeliane indirettamente responsabili del massacro, ma ha stabilito che nessun israeliano è stato direttamente responsabile per gli eventi che si sono verificati nei campi.
La Commissione ha inoltre affermato che Israele ha la responsabilità indiretta per la strage in quanto l'esercito israeliano sorvegliava la zona. Nelle loro raccomandazioni e osservazioni conclusive, la Commissione ha stabilito che il massacro di Sabra e Shatila è stato effettuato da un'unità di falangisti, che agì da sola anche se l'avanzata era nota ad Israele e approvata da Sharon. Begin era responsabile di non esercitare un maggiore coinvolgimento e la consapevolezza in materia di introdurre i falangisti nei campi.
Costretto alle dimissioni, ottiene un ministero senza portafoglio nel biennio 1983-1984, per poi gestire il dicastero del Commercio e dell'Industria tra 1984 e 1990 e quello dell'Edilizia tra 1990 e 1992. Di nuovo ministro delle Infrastrutture tra 1996 e 1998 e degli Esteri tra 1998 e 1999 con Benjamin Netanyahu premier, dopo la sconfitta di quest'ultimo è diventato il nuovo leader del Likud.
Il 28 settembre 2000 Sharon (capo dell'opposizione nel Parlamento israeliano) compie un clamoroso gesto dimostrativo. Accompagnato da una scorta armata (circa un migliaio di uomini), fa il suo ingresso in modo plateale nella Spianata delle moschee a Gerusalemme. La Spianata, nella quale si erge la Cupola della Roccia (luogo sacro anche per i musulmani, che vi indicano il luogo in cui Maometto compì il suo miracoloso "viaggio notturno") è tradizionalmente controllato dai palestinesi: il suo gesto fu inteso come dimostrazione che anche quella parte della città sottostava alla sovranità israeliana. L'episodio (in seguito definito "la passeggiata di Sharon") scatenò una serie di reazioni e controreazioni, dando inizio alla cosiddetta Seconda Intifada.

#### Sharon primo ministro
Il primo appuntamento elettorale sono state le elezioni parlamentari all'inizio del 2001. L'episodio della "passeggiata" nella Spianata delle moschee, utilizzata come pretesto dai terroristi arabi per scatenare violenze e causando conseguenze negative sulle già compromesse relazioni israelo-palestinesi, guadagnò di conseguenza a Sharon il consenso necessario per vincere le elezioni su una piattaforma di critica degli accordi di Oslo. Dopo le elezioni, sua è stata la decisione di confinare Yasser Arafat a Ramallah. Nel 2002 Ariel Sharon ha rischiato di dover subire un processo all'Aia, presso il Tribunale per i crimini di guerra, per i fatti del 1982, avvenuti nei campi profughi di Sabra e Shatila.
Tuttavia tale rischio di processo per crimini di guerra decadde, a causa della morte del principale accusatore di Sharon, Elie Hobeika, che, responsabile diretto di quei massacri, aveva annunciato di voler fare piena luce sui fatti.
Un'autobomba (di cui ancora oggi non si conoscono i mandanti diretti), uccise Elie Hobeika pochi giorni prima del processo facendo cadere tutte le accuse contro Sharon. Rieletto nel 2003, ha avviato la costruzione di una barriera difensiva al confine con la Cisgiordania per ridurre al minimo gli attentati suicidi.
Nel febbraio 2004 ha annunciato la sua intenzione di far sì che Israele lasciasse la striscia di Gaza. Il piano prevedeva non solo il ritiro dei soldati, ma anche il trasferimento in Cisgiordania degli 8000 coloni che occupavano il 30% del territorio della striscia. Il piano è stato attuato nell'agosto 2005, incontrando grande resistenza da parte degli abitanti israeliani. Il ritiro israeliano da Gaza, attuato in maniera unilaterale, senza alcun accordo con la leadership palestinese, ha consentito a Israele di rendere Gaza territorialmente, indipendente benché controllando strettamente i confini sia terrestri che marittimi.

#### Sharon fonda Kadima
Il 21 novembre 2005 Sharon uscì dal Likud, il partito nazionalista liberale che aveva contribuito a far crescere, e fondò un nuovo partito, il Kadima (che in ebraico significa “avanti!”), centrista e liberale, in cui confluì anche il premio Nobel per la pace Shimon Peres (ex laburista).

#### Malattia e dichiarazione di inabilità

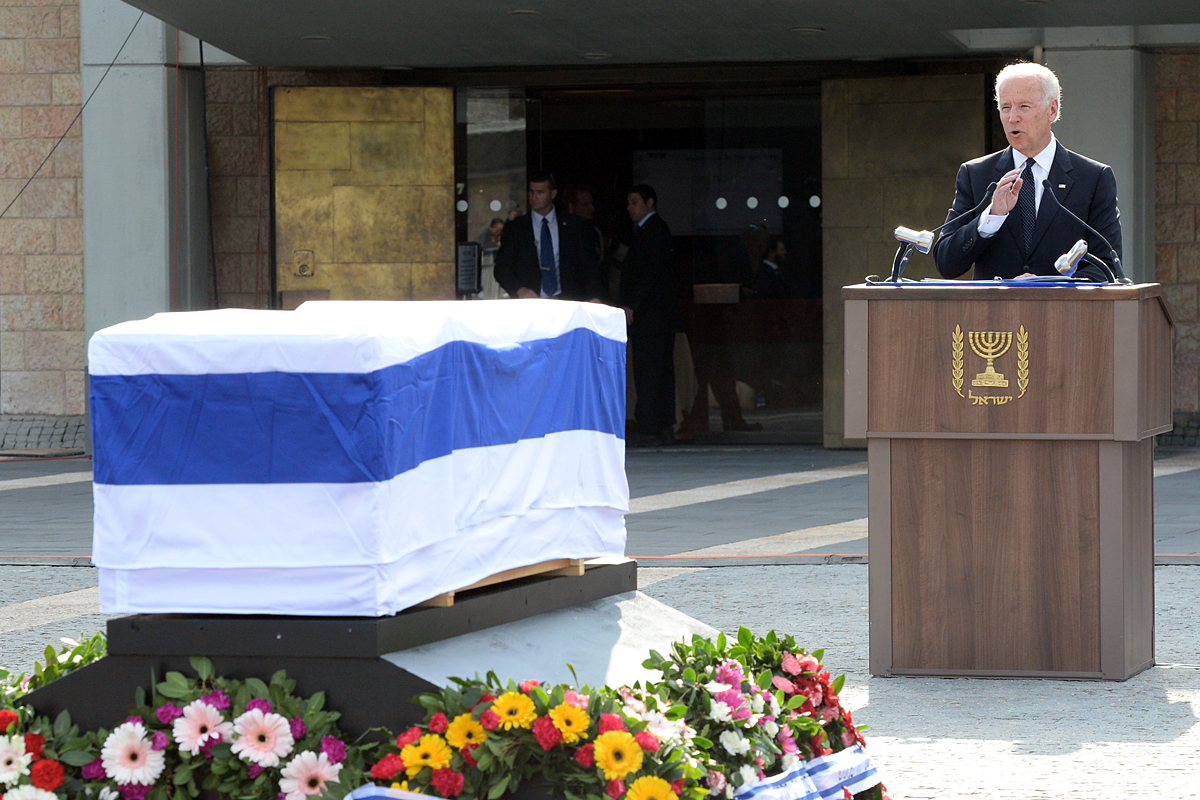
Il vicepresidente USA Joe Biden ai funerali di Stato di Ariel Sharon a Gerusalemme il 13 gennaio 2014.

Poche settimane dopo la fondazione del partito, Sharon ebbe però un improvviso grave problema di salute che ne provocò l'uscita dalla vita politica attiva. Ricoverato in ospedale il 18 dicembre 2005 per un leggero ictus, Sharon venne dimesso due giorni dopo. A distanza di due settimane però, il 4 gennaio 2006, il premier venne colpito da una grave emorragia cerebrale che comportò il suo ricovero d'urgenza all'ospedale di Hadassa a Gerusalemme, dove fu sottoposto, in due diversi momenti, a due lunghi interventi per bloccare due episodi assai imponenti di emorragia cerebrale.
Il dottor Shlomo Mor Yosef, direttore dell'ospedale Hadassa, dove Sharon era ricoverato, confermò inizialmente le notizie dei lievi miglioramenti del paziente, uscito il 10 gennaio dal coma farmacologico. Nel marzo 2006 il suo partito vinse le elezioni parlamentari. L'11 aprile successivo, visto il permanere del coma, Sharon fu ufficialmente destituito dalla carica di primo ministro: la decisione ebbe effetto dal 14 aprile e la carica fu assunta "ad interim" da Ehud Olmert.

#### Degenza e decesso
Sharon subì una serie di interventi chirurgici legati al suo stato e rimase in una struttura di cura a lungo termine dal 6 novembre di quell'anno fino alla morte.

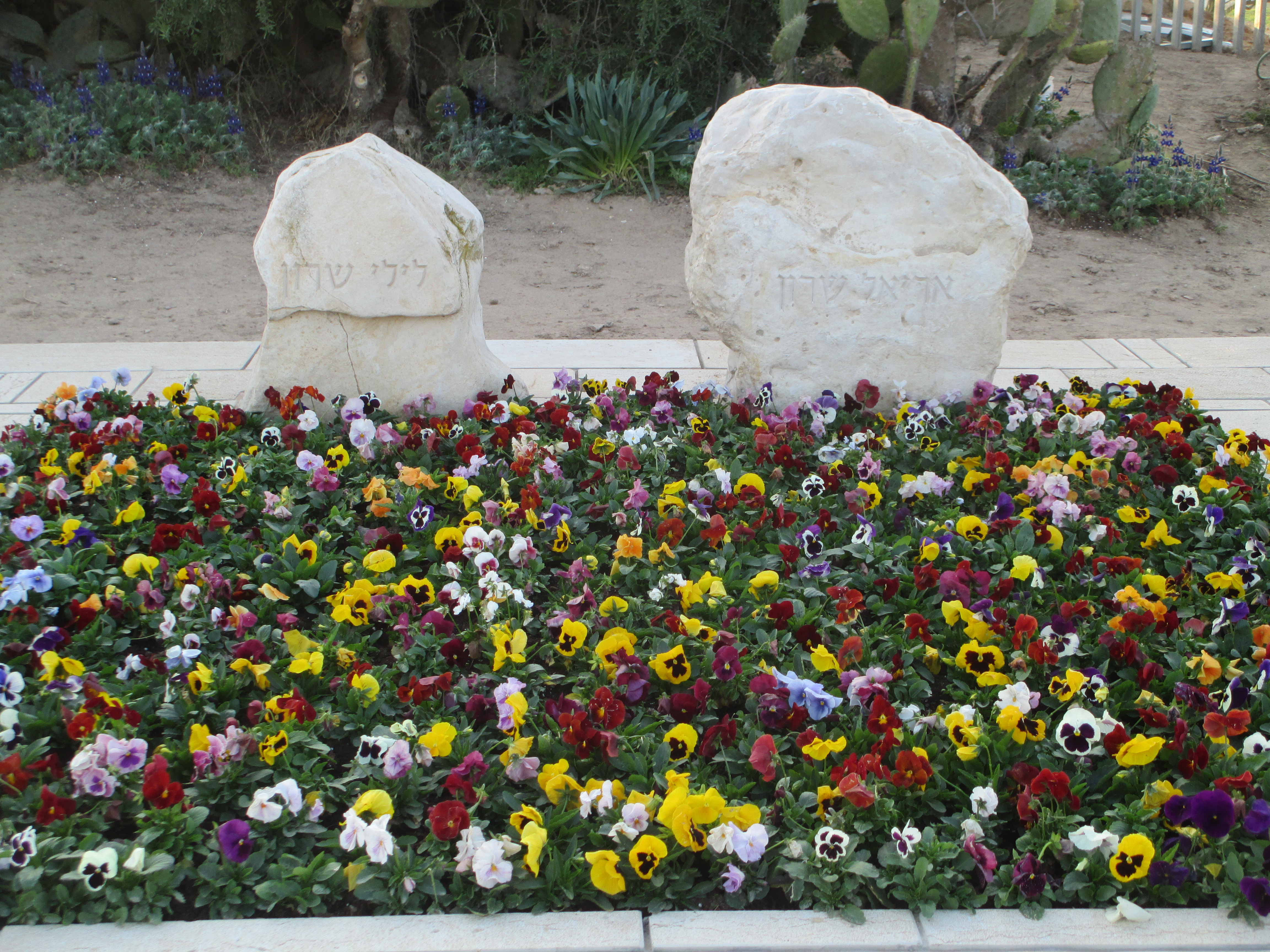
Tombe di Ariel e Lily Sharon.

Dopo oltre tre anni di coma, nel febbraio 2009, i sanitari dell'Ospedale Sheba-Tel Hashomer, in cui Sharon era ricoverato presso il reparto di Rieducazione respiratoria, chiesero alla famiglia di trovare un'altra sistemazione, ovvero in una stanza adeguatamente attrezzata a casa o nella "fattoria dei sicomori" di proprietà della famiglia, o in altra struttura per lungodegenti. Contrari i figli, Gilad e Omri. Nel 2010, Sharon, che aveva ricominciato a respirare autonomamente, lasciò l'ospedale e fu trasportato nella sua casa nella tenuta dei sicomori, per essere però poi riportato presso lo Sheba qualche tempo dopo.
Nel 2011 fece scalpore una scultura realistica dell'artista israeliano Noam Braslavsky che raffigura Sharon malato nel suo letto, seduto e con gli occhi aperti, come in effetti si trova una persona in stato vegetativo. Il 28 gennaio 2013 l'équipe medica che curava Ariel Sharon comunicò che l'ex premier ottantacinquenne, a seguito di una complessa risonanza magnetica, mostrava significativi segnali di attività cerebrale e che si trovava in uno stato di coscienza minima che gli permetteva di rispondere ad alcuni stimoli come le immagini della propria abitazione o le voci dei figli. Nel settembre 2013 venne poi sottoposto a un delicato intervento chirurgico che non diede però esiti positivi: da quel momento le condizioni si aggravarono e sopraggiunse anche un blocco renale.
Il 9 gennaio 2014 i medici dell'ospedale di Tel Aviv, dove Sharon era ricoverato, annunciano che la morte del leader era ormai imminente e, due giorni dopo, la radio israeliana ne annunciò l'avvenuto decesso. Ebbe funerali di stato alla presenza di diverse personalità politiche stranieri come il vicepresidente degli Stati Uniti d'America, Joe Biden, l'ex primo ministro britannico Tony Blair, l'ex primo ministro dei Paesi Bassi Wim Kok, il ministro degli affari esteri russo Sergej Lavrov, il primo ministro della Repubblica Ceca Jiří Rusnok, il Ministro degli affari esteri della Germania Frank-Walter Steinmeier e altri. Fu sepolto accanto alla sua seconda moglie Lily nella sua tenuta fuori città.